# Mintho rufiventris

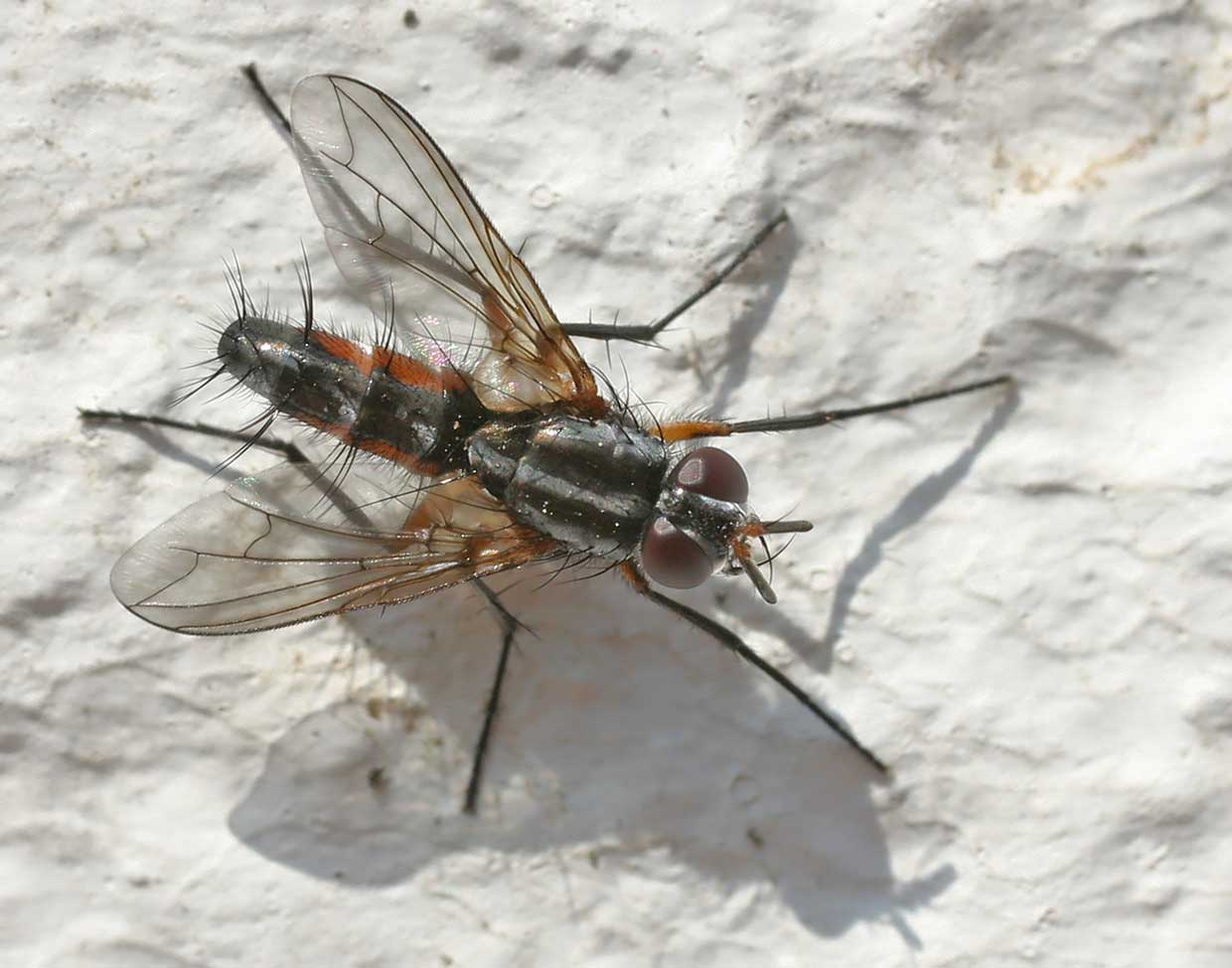
Dorsalansicht

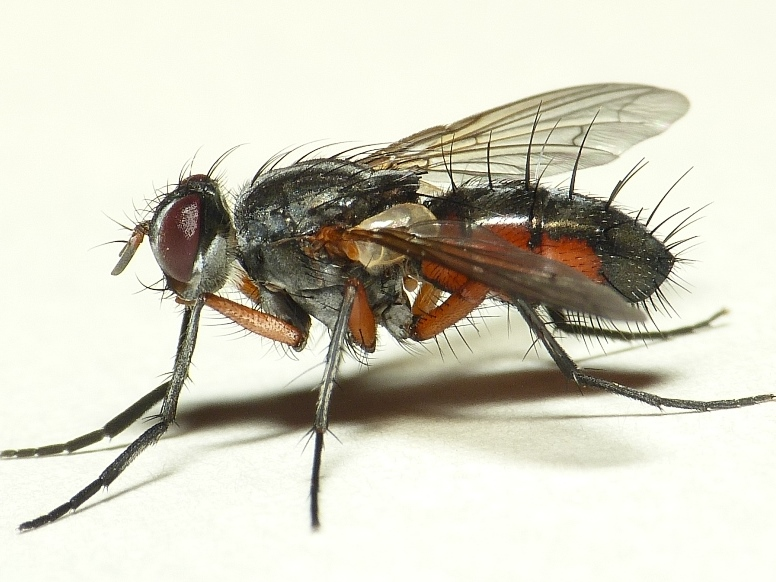
Seitenansicht

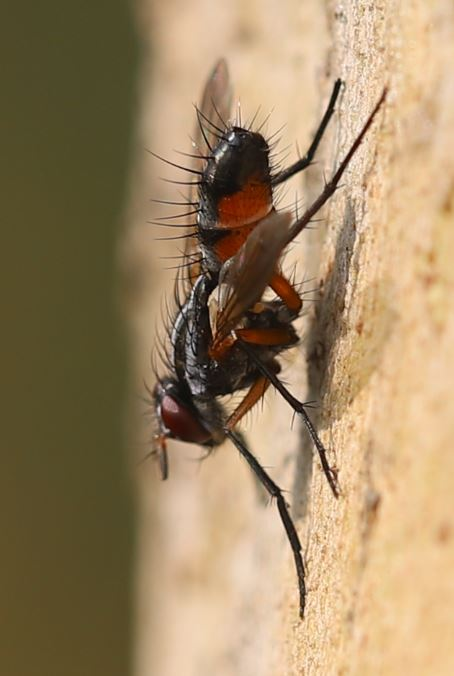
Blick auf die namensgebende Unterseite der Raupenfliege

Mintho rufiventris ist ein Zweiflügler aus der Familie der Raupenfliegen (Tachinidae). Das Art-Epitheton rufiventris bezieht sich auf die rötliche Hinterleibsunterseite der Fliegen.

## Merkmale
Die schlanken Fliegen sind etwa 10 mm lang. Sie besitzen eine hellgraue Grundfärbung. Über den Thorax und das Schildchen verlaufen zwei breite dunkle Längsstriche. Über die Oberseite des Hinterleibs setzt sich ein dunkler Mittelstrich fort. An drei der Hinterleibssegmente sind von oben gesehen die Seiten rotbraun gefärbt. Die Femora sind ebenfalls rotbraun gefärbt. Tibien und Tarsen sind schwarz. Der Körper weist lange schwarze Borstenhaare auf. Die Flügel weisen sehr kurze Petiole auf. Die Facettenaugen sind rotbraun gefärbt.

## Ähnliche Arten
Es gibt mehrere ähnliche Raupenfliegen. Zu diesen zählen folgende Arten und Gattungen:
- Aphria longirostris
- Bithia spreta
- Cylindromyia
- Eriothrix rufomaculata

## Verbreitung
Mintho rufiventris ist in der westlichen Paläarktis heimisch. Die Art kommt in weiten Teilen Europas sowie im Mittelmeerraum vor. Im Norden reicht das Vorkommen bis in den Süden von Skandinavien und nach England.

## Lebensweise
Die Fliegen beobachtet man von Mai bis September. Die Weibchen legen ihre Eier an Schmetterlingsraupen ab. Als Wirt ist Hypsopygia glaucinalis, ein Vertreter der Zünsler (Pyralidae), bekannt. Möglicherweise werden auch weitere Zünsler parasitiert. Die geschlüpften Larven sind Endoparasitoide. Sie dringen in ihren Wirt ein, wo sie sich entwickeln und ihn schließlich töten.